# Mehdi Abid Charef
Mehdi Abid Charef (ur. 14 grudnia 1980 roku w Konstantynie) – algierski sędzia piłkarski. Od 2011 roku sędzia międzynarodowy.
Abid Charef znalazł się na liście 35 sędziów Mistrzostw Świata 2018.